# Нильссон-Гелин, Катарина
Катарина Нильссон-Гелин (швед. Catharina Nilsson-Gehlin; 24 января 1922, Стокгольм — 29 марта 2015, Стокгольм) — шведская художница-модернист.

## Биография и творчество
Катарина Нильссон родилась в Стокгольме в 1922 году. Она была дочерью известной художницы Веры Нильссон, и мать часто изображала её на своих картинах. В двадцатилетнем возрасте Катарина начала посещать художественные школы Отте Скёльда и Исаака Грюневальда, а через год поступила в Королевскую академию искусств. Окончив Академию в 1948 году, она приняла участие в выставке «Молодое искусство» («Ung konst») и в том же году получила первый заказ: на создание фресок для стокгольмского Института ремёсел (Statens hantverksinstitut).
В Академии Катарина Нильссон познакомилась со студентом Нильсом Гелином, за которого впоследствии вышла замуж. Вместе они путешествовали по Европе; в 1950-х годах жили во Франции, в Провансе, а 1960-х — в Италии. Катарина в этот период много рисовала акварелью. Позднее источником вдохновения для неё стали пейзажи Эланда, в которых она проявила себя как тонкий колорист. Первая персональная выставка художницы состоялась в 1955 году в стокгольмской галерее «Färg och Form». Затем, в 1960-х годах, её выставки неоднократно проходили в разных городах Швеции: Стокгольме, Мальмё, Боросе, Эскильстуне.
Катарина Нильссон-Гелин умерла в 2015 году. Её работы находятся в Музее современного искусства в Стокгольме, в Художественном музее Мальмё, а также в музеях Хельсинборга и Эскильстуны.